# Ukwiał tęgoczułki
Ukwiał tęgoczułki (Urticina felina) – gatunek z rodziny Actiniidae należącej do rzędu ukwiałów. Jest jednym z dwóch gatunków ukwiałów, występujących w zachodnim Bałtyku (również w Polsce).
Zamieszkuje dno kamieniste. Jest to ukwiał o stosunkowo dużych rozmiarach ciała, przysadzistej budowie i bardzo szerokiej podeszwie. Średnica sięga 5 cm, wysokość ciała skurczonego – 3 cm, rozkurczonego – 10 cm. Tarcza gębowa prawie płaska; na jej brzegach znajduje się ok. 100 tępo zakończonych czułków. Wzdłuż brodawkowatego ciała biegną nieregularne smużki. Jego powierzchnię niejednokrotnie oklejają ciała obce.
Występuje w wodach europejskich, Atlantyku, Oceanie Arktycznym, Morzu Północnym.